# Église Saint-Quentin d'Aizelles
L'église Saint-Quentin d'Aizelles est une église située sur le territoire de la commune d'Aizelles, dans le département de l'Aisne, en France.